# Phyllanthus pumilus
Phyllanthus pumilus är en emblikaväxtart som först beskrevs av Francisco Manuel Blanco, och fick sitt nu gällande namn av Johannes Müller Argoviensis. Phyllanthus pumilus ingår i släktet Phyllanthus och familjen emblikaväxter.
Artens utbredningsområde är Filippinerna. Inga underarter finns listade i Catalogue of Life.